# Контарии
Контарии (лат. Contarius) — ударная лёгкая кавалерия римских вспомогательных войск. 
Контарии были вооружены контосами — пики длиной три — четыре метра.
Контарии держали пику поперек холки лошади в обеих руках, при этом они не были защищены щитом. Кроме того, контарии носили доспехи, но не очень тяжёлые. Введение контариев было вызвано необходимостью полноценно противостоять коннице сарматов, даков и парфян. Чаще всего контарии использовались против стрелков противника. С появлением контариев был сделан шаг в развитии тяжёлой кавалерии (катафрактарии).
В правление Траяна появилось первое формирование контариев — I Ульпиева ала контариев.